# Küstersee
Küstersee – jezioro w północno-wschodniej części Frankfurtu nad Odrą, w dzielnicy Lebuser Vorstadt, nieopodal nadodrzańskich terenów zalewowych. Jego powierzchnia wynosi 0,86 ha.
Przy zachodnim brzegu jeziora biegnie Kliestower Straße, od północy - Kuhweg, od wschodu - Mittelweg, zaś od południa - Am Schlachthof.